# Josep Fontana
Josep Fontana i Lázaro (Barcelona, 20 de noviembre de 1931-Barcelona, 28 de agosto de 2018) fue un historiador y académico español, especialista en la época contemporánea tanto de la historia de España como mundial. Numerosos autores lo consideran uno de los principales historiadores europeos de la segunda mitad del siglo XX. Fue catedrático en la Universidad de Valencia, de la Autónoma de Barcelona y de la Pompeu Fabra. Fue el director de las colecciones de historia de las editoriales Ariel y Crítica, fundador de la revista Recerques y promotor de l’Avenç. 
Entre sus principales obras destacan La quiebra de la monarquía absoluta, publicado en 1971, Por el bien del imperio (2011), El futuro es un país extraño (2013), La formación de una Identidad (2014) y El siglo de la revolución (2017). Es recordado especialmente por el rigor y el compromiso cívico y su carácter innovador del método histórico.En el año 2022, la Universitat Pompeu Fabra créo la Cátedra Josep Fontana con la finalidad de "promover el estudio, la investigación, el debate y la difusión sobre la Historia" siguiendo su legado. 

## Biografía
Josep Fontana nació en Barcelona, en 1931. Su padre era propietario de una librería de segunda mano en la calle Boters en Ciutat Vella. Estudió en esa ciudad, donde se licenció en Filosofía y Letras, sección Historia, por la Universidad de Barcelona en el año 1956. A través de su profesor de universidad, Jaume Vicens Vives, conoce al historiador e hispanista francés, Pierre Vilar, del que se enriquece intelectualmente. En 1956 realiza un curso de assistant lecturer en la School of Hispanic Studies Universidad de Liverpool, donde conoce a John Lynch.  
En 1966 es expulsado de la Universidad de Barcelona por su militancia en el PSUC, junto a Manuel Sacristán y otros profesores. Dos años más tarde se incorpora a la recién creada Universidad Autónoma de Barcelona, participando en su proyecto de estatuto y normativa, y cursa los estudios de doctorado bajo la dirección de Jaume Vicens Vives y, tras su muerte, Fabián Estapé, doctorándose en 1970 en Historia por la Universidad de Barcelona. En 1971 se reedita su tesis doctoral con el título La  quiebra de la monarquía absoluta, 1814-1820. La crisis del Antiguo Régimen en España, elogiada por  los historiadores Jordi Nadal, Antonio Tovar, Alejandro Nieto García y Juan Mercader Riba por su rigor e impulso creador, dada la escasez de trabajos de investigación con fuentes primarias sobre el proceso de crisis del Antiguo Régimen.
Alumno destacado de Ferran Soldevila y Jaume Vicens Vives, de quien se conserva una extensa correspondencia escrita que ilustra la profunda admiración y respeto que se profesaban mutuamente. Sus principales corrientes de investigación son la Historia económica, la Historia española del siglo XIX, la Historia de la hacienda, la historia mundial y la historiografía contemporánea. Aparte de sus maestros, han influido también en su pensamiento las obras de E.P. Thompson, Anthon Gramsci, Walter Benjamin y especialemnte, Pierre Vilar,.Ha destacado también por su importante labor como bibliófilo. Su biblioteca personal, donada a la Universidad Pompeu Fabra, consta de más de 50.000 ejemplares entre los que se encuentra numeroso manuscritos y folletos de los siglos XVII-XIX. Militó en el PSUC desde 1957 hasta principios de la década de 1980.
Fue profesor de Historia económica y contemporánea en las universidades de Barcelona (1968-1974), Universidad de Valencia (1974-1976), Universidad Autónoma de Barcelona (1977-1990) y Pompeu Fabra (1990-2001). Fundador del Institut Universitari d'Història Jaume Vicens Vives (IUHJVV) centro que dirigió hasta su jubilación en 2001. Como profesor invitado ha dado cursos y conferencias en instituciones universitarias de México, Colombia, Ecuador, Perú, Brasil, Chile y Argentina. Fundador de las revistas de historia Recerques (1970) y formó parte de los grupos promotores de las revistas Estudios de Historia Moderna, Nous Horitzons y L'Avenç. Fue miembro del Consejo Científico del Instituto Universitario Europeo de Florencia y evaluador del Starting Grant del Consejo Europeo de Investigación. 
Entre sus discípulos destacan Roberto Fernández, Josep Maria Fradera, Joaquim Albareda, Ramón Arnabat, Jordi Figuerola, Jaume Claret, Xavier Tafunell o Miquel Crussafont.
En su labor como editor, destaca su participación activa en las editoriales Ariel, Crítica, Planeta, Eumo y Pasado y Presente. Junto con Gonzalo Pontón publicó obras de referencia que permitieron renovar profundamente el panorama historiográfico español. Entre otras manifestaciones, su preocupación cívica se mostró en la preocupación por mejorar la formación intelectual de los profesores de historia de enseñanza secundaria. Como consecuencia de ello, organizó el Seminario de Historia para profesores de IES, que en el año 2024 llegaba a la XXXIII edición. La asignatura Introducción a la Historia del primer ciclo de Humanidades de la Universidad Pompeu Fabra se basa en su libro Introducción al estudio de la historia.
La relevancia de su legado como historiador ha sido reconocido por numerosas instituciones, como lo demuestra el hecho de ser nombrado doctor honoris causa por la Universidad Nacional del Comahue, de Valladolid, Girona, València, y  Rovira i Virgili. Entre otras distinciones ha recibido el Premio Narcís Monturiol (2003), la Creu de Sant Jordi (2006), el Premio Nacional de Cultura (2007), Colegial de Honor por el Colegio de Economistas de Cataluña (2009) y la Medalla de Oro de Ciutat de Barcelona (2018). Su obra escrita es inmensa: 28 monografías, 25 libros editados, participación en 151 obras colectivas, 184 artículos publicados y 43 tesis dirigidas.
La fuerza de sus convicciones sobre la importancia social que otorgaba a la investigación y divulgación histórica queda reflejada por una frase que en 1959 Jaume Vicens Vives le escribió y él conservó en su despacho hasta el final de su vida: “continúo pensando que una cosa más importante que la Universidad es el país. Y más importante que la ciencia histórica es la universidad, pero se puede servir al país a través de la ciencia histórica”. En una de las últimas entrevistas que concedió recordaba que “Un buen historiador ha de estar convencido de que nunca le pagarán todo el esfuerzo que haga. Si ha escogido este trabajo, que quizá no está bien pagado, lo ha de hacer porque es muy satisfactorio para uno mismo y está dispuesto a jugársela”. Ha sido este tipo de reflexiones sobre la tarea del historiador, sumado a su extensa labor como investigador, divulgador y editor, que muchos autores lo consideren como uno de los principales historiadores españoles y europeos de la segunda mitad del siglo XX.
En 2011 publica el libro Por el bien del Imperio. Una historia del mundo desde 1945, donde trata los acontecimientos históricos posteriores a la Segunda Guerra Mundial, la creación del estado de bienestar como respuesta al fascismo y al totalitarismo, la Guerra Fría, la caída de la URSS, la intervención de Estados Unidos en el mundo y la involución que se vive desde la década de 1970 en derechos, bienestar social y democracia.
Según el testimonio de Fontana, los cuatro historiadores que reconocía como sus maestros fueron: Ferran Soldevila, Jaume Vicens Vives, Pierre Vilar y Ramón Carande.
Fallece en Barcelona el 28 de agosto de 2018, a la edad de 86 años.

## Títulos publicados
- 1971 - La quiebra de la monarquía absoluta (1814-1820) (Ariel, reedición 1987 y Crítica, 2002. ISBN 84-8432-363-3)
- 1973 - Cambio económico y actitudes políticas en la España del siglo XIX (Ariel, 2.ª ed. revisada, 1975. ISBN 84-344-0736-1)
- 1982 - Historia. Análisis del pasado y proyecto social (Crítica. ISBN 84-7423-174-4)
- 1992 - La crisis del Antiguo Régimen (Crítica. ISBN 84-7423-084-5)
- 1992 - La historia después del fin de la historia (Crítica. ISBN 84-7423-561-8)
- 1994 - Europa ante el espejo (Crítica. ISBN 84-7423-613-4; y reedición en 2000. ISBN 84-8432-114-2)
- 1999 - Enseñar historia con una guerra civil de por medio (Crítica)
- 1999 - Introducció a l'estudi de la història (Crítica. ISBN 84-7423-823-4; versión en castellano: Introducción al estudio de la historia, Crítica, 1999. ISBN 84-7423-954-0)
- 2000 - La història dels homes (Crítica. ISBN 84-8432-127-4; versión en castellano: La historia de los hombres, Crítica, 2005. ISBN 84-8432-700-0)
- 2000 - España bajo el franquismo (Crítica. ISBN 84-8432-057-X)
- 2001 - Hacienda y Estado 1823-1833 (Instituto de Estudios Fiscales. ISBN 84-8008-084-1)
- 2005 - Aturar el temps (Crítica. ISBN 84-8432-614-4)
- 2006 - De en medio del tiempo: la Segunda Restauración Española, 1823-1834 (Crítica. ISBN 84-8432-792-2)[16]
- 2007 - Historia de España, vol. 6: La época del liberalismo (Crítica / Marcial Pons. ISBN 978-84-8432-876-6)
- 2011 - Por el bien del imperio. Una historia del mundo desde 1945 (Pasado & Presente, 2011. ISBN 978-84-939143-4-9)[17]
- 2013 - El futuro es un país extraño. Una reflexión sobre la crisis social de comienzos de siglo (Pasado & Presente. ISBN 978-84-939863-5-3)[18]
- 2014- La formació d'una identitat (Eumo Editorial. ISBN 9788485031511)
- 2017 - El siglo de la revolución. Una historia del mundo desde 1914 (Crítica. ISBN 978-84-16771-50-9)
- 2019 - Capitalismo y democracia, 1756-1848. Cómo empezó este engaño (Crítica. ISBN 978-84-9199-104-5)

## Conferencias
- La gran divergencia
- Josep Fontana, Más allá de la crisis

## Premios y honores
Entre otros, Josep Fontana recibió los siguientes premios y honores:
- 1997 - Premio de la Fundación Catalana para la Investigación.
- 2002 - Doctor honoris causa por la Universidad Nacional de Comahue, Argentina.
- 2002 - Medalla de la Ciudad de Barcelona otorgada el 11 de noviembre por el Ayuntamiento de Barcelona, España.
- 2003 - Medalla Narcís Monturiol al mérito científico y tecnológico de la Generalidad de Cataluña, España.
- 2006 - Premio Creu de Sant Jordi de la Geralidad de Cataluña, España.
- 2007 - Premi Nacional a la Trajectòria Professional i Artística concedido por la Generalidad de Cataluña, España.
- 2009 - Distinción de Colegiado de Honor del Col·legi d'Economistes de Catalunya.
- 2010 - Doctor honoris causa por la Universidad Rovira i Virgili de Tarragona.[19]
- 2011 - Doctor honoris causa por la Universidad de Valladolid.[20]
- 2013 - Doctor honoris causa por la Universitat de Girona.[21]
- 2018 - Medalla de Oro de la Ciudad e Barcelona, a título póstumo.